# Thomas Coville
Pour les articles homonymes, voir Coville.
Thomas Coville, né le 10 mai 1968 à Rennes (Ille-et-Vilaine), est un navigateur français.

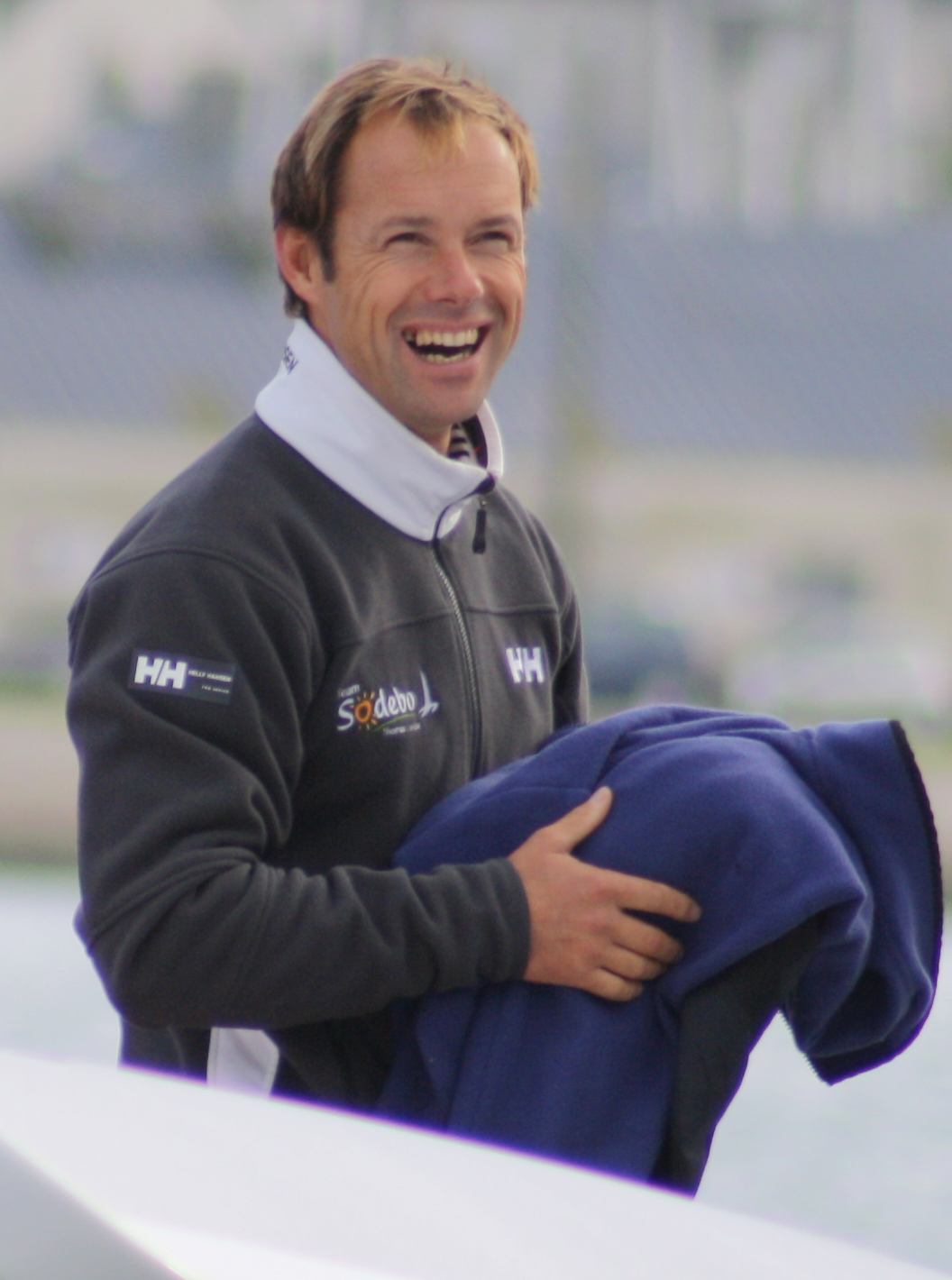
Thomas Coville en 2010

## Biographie
En 1989, la ville de Wasquehal participe au Tour de France à la voile, appelé cette année-là France Voile ; Thomas Coville fait partie de l'équipage avec entre autres Hans Bouscholte et Philippe Delhumeau.
Après son engagement en classe IMOCA sur un premier Sodebo dans le Vendée Globe 2000-2001 (où il termine 6e), il s'oriente vers les tentatives de record autour du monde en trimaran géant.
De 2002 à 2007, il navigue sur le trimaran 60' Orma Sodebo (60 pieds / 18,28 m, mât 30 m, Cabinet VPLP) avec lequel il participera aux Routes du Rhum 2002 et 2006, aux Transats Jacques Vabre 2003 et 2005 ainsi qu'à plusieurs championnats (ORMA, Route de la découverte, Record SNSM).
De 2007 à 2014, il navigue sur le Maxi Trimaran Sodebo (102 pieds / 31 m, mât 35 m, Nigel Irens et Benoît Cabaret) avec lequel il bat plusieurs records : le record de la Méditerranée, le record de l'Atlantique Nord, le record de distance sur 24 heures, etc. Il partira aussi pour plusieurs tentatives de record du tour du monde, en 2008, 2010 et 2011. Le Maxi Trimaran Sodebo est revendu en 2014 pour devenir le trimaran Ultim Actual skippé par Yves Le Blevec.
Depuis 2014, il navigue sur Sodebo Ultim' (111 pieds / 34 m hors tout, mât 40 m, Cabinet VPLP) qui est l'ancien Géronimo d'Olivier de Kersauson. Avec ce bateau, il participe à la Route du Rhum 2014, à la Transat Jacques Vabre 2015 et à The Transat (Transat anglaise) en 2016. En 2016, il s'offre de nouveau le record de distance parcourue en 24 heures et devient le premier marin à passer la barre des 700 milles sur cette durée.
En 2016, il bat le record du tour du monde à la voile en multicoque avec un temps de 49 j 3 h 7 min 38 s. Il arrive le soir de Noël avec plus de huit jours d'avance sur Francis Joyon.
En 2019, il prend livraison chez Multiplast du classe Ultime Sodebo Ultim 3. Il participe à Brest Atlantiques, la même année sur ce bateau,.
Le 24 novembre 2020, profitant d'une fenêtre météo qui laisse espérer un temps record au passage de l'Équateur, les ultimes Sodebo Ultim 3 et Gitana 17 s'élancent à la conquête du Trophée Jules Verne. Lors de la descente de l'atlantique nord, Sodebo Ultim 3 affiche une pointe à 48,9 nœuds. Le 5 décembre, Sodebo Ultim 3 couvre 889,9 milles en 24 h (37,1 noeuds de moyenne). Thomas Coville possède alors 700 milles d'avance sur le record de Joyon. Il conserve l'avance jusqu'au Sud des îles Kerguelen, mais le 11 décembre, le skipper annonce qu'une avarie de safran non réparable contraint l'équipe à renoncer à sa tentative.
Le 7 janvier 2024, il prend le départ de la 1re édition de l'Arkéa Ultim Challenge, un tour du monde en solitaire de la classe Ultime. À la barre du trimaran Sodebo Ultim 3, il prend la deuxième place.

## Résultats

### Palmarès dans les courses nautiques

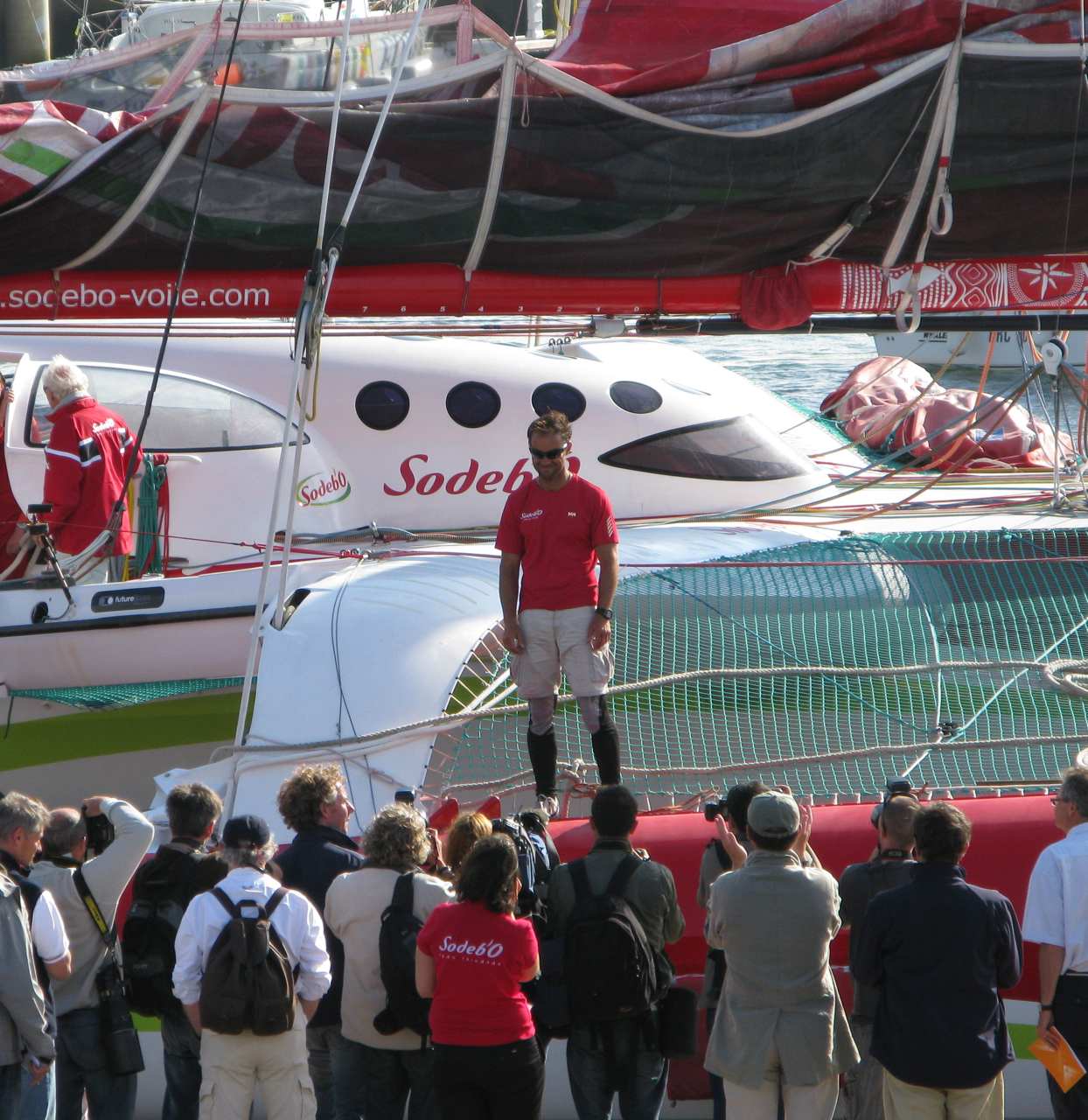
Thomas Coville sur Sodebo à son arrivée à Brest le 15 juillet 2008.

- 1989 : 6e du Tour de France à la voile sur le bateau Continent.
- 1990 : 9e du Tour de France à la Voile sur Polytechnique.
- 1991 : 3e de Sydney-Hobart pendant son IUT Informatique à Lannion.
- 1997 :
  - 1er de la Transgascogne sur Targaire (en solitaire, Proto)[13].
  - 2e de la Mini Transat.
- 1998 : 1er sur Aquitaine Innovations lors de la Route du Rhum (catégorie monocoque).
- 1999 : 1er de la Transat Jacques-Vabre, avec Hervé Jan, sur le monocoque Sodebo.
- 2001 : 6e du Vendée Globe 2000-2001 en 110 jours et 7 heures, sur le monocoque Sodebo.
- 2004 : 2e en trimaran de la Transat anglaise sur le trimaran ORMA Sodebo.
- 2005 : 1er de la Oryx Quest sur Doha 2006 (en équipage).
- 2006 : 3e de la Route du rhum sur le trimaran ORMA Sodebo.
- 2010 : 3e de la Route du Rhum sur Sodebo.
- 2012 : 1er de la Volvo Ocean Race sur Groupama IV (en équipage).
- 2015 : 2e de la Transat Jacques-Vabre en double avec Jean-Luc Nélias sur Sodeb'O[14].
- 2016 : 2e de The Transat (Plymouth/New-York)[15].
- 2017 :
  - 1er de la Transat Jacques-Vabre en 7 j, 22 h 7 min 27 s, en double avec Jean-Luc Nélias sur Sodebo Ultim'.
  - 3e de The Bridge (Saint-Nazaire-New York) en 8 j 16 h 18 min 55 s de course (en équipage) sur Sodebo Ultim'.
- 2018 :
  - 1er de la Nice UltiMed sur Sodebo Ultim'[16].
  - 17e de la Route du Rhum (3e de la classe Ultime très éprouvée durant l'épreuve) sur Sodebo Ultim'.
- 2019 :
  - 3e de la Rolex Fastnet Race en août 2019 en Ultime, 1 h 23 min derrière Maxi Edmond de Rothschild et Macif.
  - 1er de l'Armen Race en juin 2019 en 27 h 59 min 23 s devant Maxi Edmond de Rothschild et Actual Leader[17].
- 2021 :
  - 5e de la Transat Jacques-Vabre en double avec Thomas Rouxel sur Sodebo Ultim 3. Après une escale technique à Madère, le duo termine 5e sur 5 de la course.
- 2022 :
  - 3e de la Route du Rhum 2022  sur Sodebo Ultim 3
- 2023 :
  - 4e de la Transat Jacques-Vabre en double avec Thomas Rouxel sur Sodebo Ultim 3.
- 2024 :
  - 2e de l'Arkéa Ultim Challenge sur Sodebo Ultim 3

### Records et tentatives de record

#### En solitaire
- 2005 :

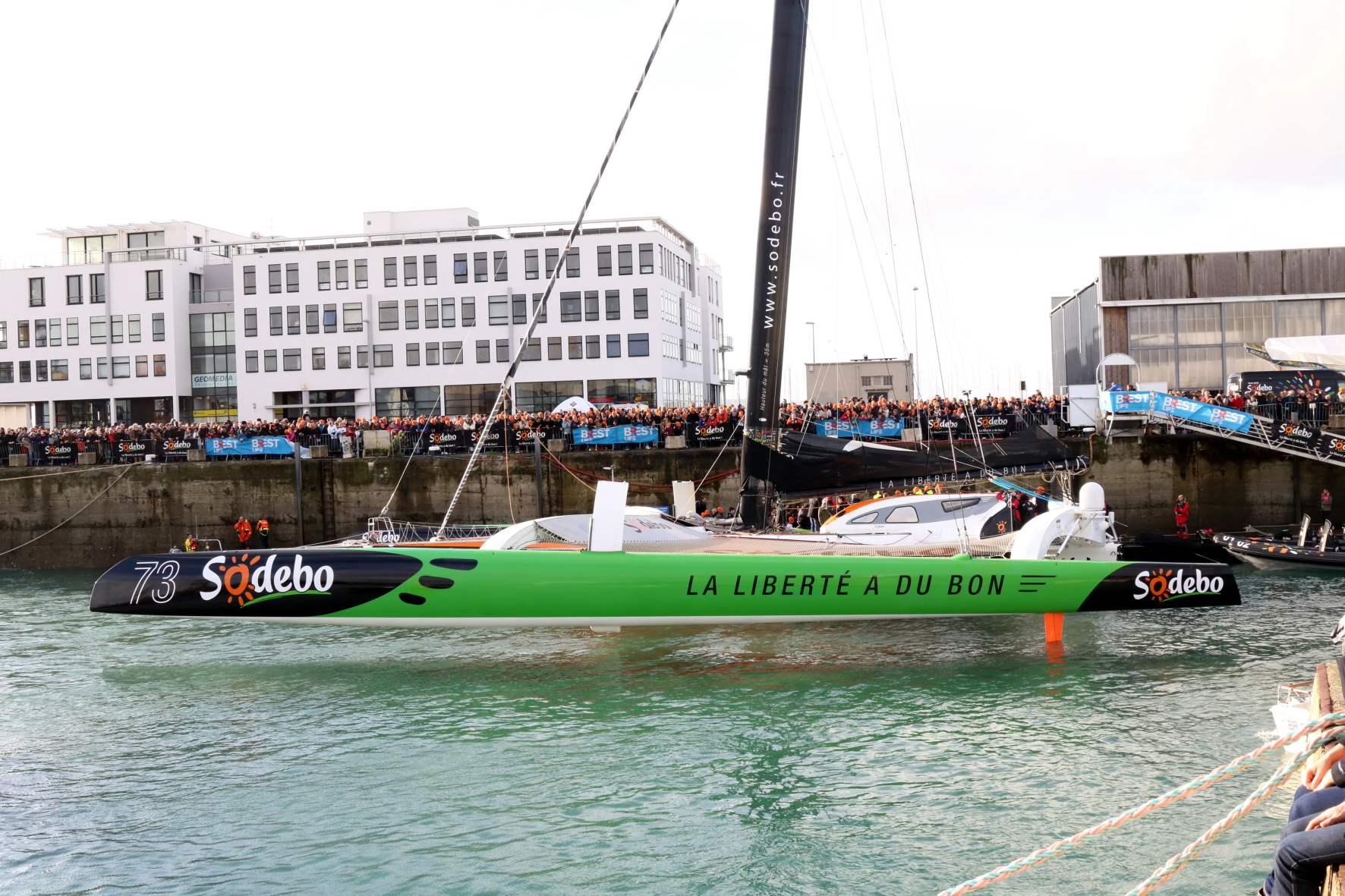
Thomas Coville est accueilli par des milliers de Brestois au quai Malbert le 26 décembre 2016 après son record autour du monde en solitaire sur multicoque en 49 j,.

  - Record de la Route de la découverte, (Cadix - San Salvador) en 10 j, 11 h 50 min 46 s.
  - Record Miami - New York en 3 j 5 h12 s.
- 2006 :
  - Record du tour des Îles Britanniques en 6 j, 6 h 40 min 31 s.
- 2008 :
  - Record de distance à la voile en 24 heures en solitaire sur Maxi Trimaran Sodebo[18] avec 619,3 milles parcourus.
  - Record de la traversée de l'Atlantique Nord à la voile (New York – Cap Lizard) en solitaire sur Maxi Trimaran Sodebo.
  - tentative de record du tour du monde à la voile en solitaire Maxi Trimaran Sodebo en 59 j, 20 h 47 min 43 s (avec 2 jours 7 h 13 min de retard sur le record de Francis Joyon)[19].
- 2011 :
  - Tentative de record du tour du monde à la voile en solitaire à bord du Maxi Trimaran Sodebo en 61 j, 7 min 32 s (avec 3 j 10 h 43 min 26 s de plus que le record de Francis Joyon)[20].
- 2012 :
  - Record lors de la première tentative de la Transméditerranéenne en solitaire sur Maxi Trimaran Sodebo entre Marseille et Carthage (Tunisie) en 1 j, 1 h 36 min 36 s.
- 2016 :
  - Record de distance parcourue en 24 heures : 714 milles à une moyenne de 29,75 nœuds. Thomas Coville devient le premier marin à passer la barre des 700 milles parcouru sur cette durée[6],[21]. Le record est homologué par le World Sailing Speed Record Council à 718,5 milles pour une vitesse de 29,93 nœuds[22].
  - Record du tour du monde à la voile en solitaire et en multicoque, en 49 j, 3 h 7 min, auparavant détenu par Francis Joyon depuis 2008. Avec une vitesse moyenne de 24,08 nœuds, il améliore de plus de 3,5 nœuds le record précédent. Il divise par plus de trois le temps du premier record en multicoque (Alain Colas en 1973 avec 169 jours).
- 2017 :
  - Record de la traversée de l'Atlantique Nord à la voile[23] en solitaire en multicoque en 4 j 11 h 10 min 23 s (28,35 noeuds de moyenne), reprenant à Francis Joyon le record qu'il détenait depuis 2013

#### En équipage
- 1997 : Trophée Jules-Verne avec Olivier de Kersauson
- 2010 : Trophée Jules-Verne avec Franck Cammas
- 2020 : Trophée Jules-Verne sur Sodebo Ultim 3

## Distinctions
- Chevalier de la Légion d'honneur le 14 avril 2017[24]
- Marin de l'année 2017[25].
- Parrain du musée 70.8 à Brest[26].

#### Classes de navires sur lesquelles Thomas Coville a couru
- 60 pieds IMOCA
- ORMA
- Classe Ultime

#### Navires skippés par Thomas Coville
- Sodebo (IMOCA)  lancé en 1998
- Sodeb'O (Ultime) lancé en 2007
- Sodebo Ultim' issus du trimaran Geronimo lancé en 2013
- Sodebo Ultim 3 lancé en 2019

#### Événements concernant Thomas Coville
- Trophée Jules-Verne
- Transat Jacques-Vabre
- Route du Rhum
- Brest Atlantiques
- Record de distance à la voile en 24 heures
- Record du tour du monde à la voile